# Gene Brooks
Eugene „Gene“ Brooks (* um 1920; † nach 1961) war ein US-amerikanischer Jazz-, Jump-Blues- und Rhythm-&-Blues-Musiker (Schlagzeug).

## Leben
Brooks spielte ab Mitte der 1940er-Jahre in der New Yorker Jazzszene; erste Aufnahmen entstanden ca. 1946 mit dem Bill Johnson Orchestra („If I Was a Itty Bitty Girl“). 1948 spielte er bei Shep Fields, 1949 im Septett der Pianistin und Sängerin Basil Spears. In den folgenden Jahren arbeitete er als Studiomusiker mit Jazz-, Blues- und R&B-Vokalisten wie Alberta Hunter, Varetta Dillard, Dolly Cooper, Sister Rosetta Tharpe, Cousin Leroy („Goin’ Back Home“), Stick McGhee („Sad, Bad, Glad“), Jimmy Wright und Jimmy Rushing, außerdem mit Sonny Terry & Brownie McGhee (Back Country Blues, 1958) und mit Bob Gaddy and His Alley Cats. 1961 begleitete er mit Willie The Lion Smith and His Cubs die Sängerin Lucille Hegamin (Songs We Taught Your Mother, Bluesville). Im Bereich des Jazz war er zwischen 1949 und 1961 an sechs Aufnahmesessions beteiligt.